# Parque natural Sierra Norte de Guadarrama
El parque natural Sierra Norte de Guadarrama es un parque natural de la comunidad autónoma española de Castilla y León, situado en la vertiente norte de la sierra de Guadarrama.

## Descripción
El espacio natural «Sierra Norte de Guadarrama» cierra por el sur la provincia de Segovia y se prolonga en el término municipal de Peguerinos a la provincia de Ávila, formando parte del sistema Central, cordillera de disposición zonal (E-W) que divide en dos la meseta central de la península ibérica.
En el plan de ordenación de los recursos naturales previo a su declaración como parque natural, el espacio abarcado comprendía 85 616 ha, incluyendo terreno de los municipios segovianos de Aldealengua de Pedraza, Arahuetes, Arcones, Arevalillo de Cega, Basardilla, Caballar, Casla, Collado Hermoso, Cubillo, El Espinar, El Real Sitio de San Ildefonso, Gallegos, La Losa, Matabuena, Navafría, Navas de Riofrío, Ortigosa del Monte, Otero de Herreros, Palazuelos de Eresma, Pedraza, Pelayos del Arroyo, Prádena, Rebollo, Santiuste de Pedraza, Santo Domingo de Pirón, Santo Tomé del Puerto, Segovia, Sotosalbos, Torre Val de San Pedro, Torrecaballeros, Trescasas, Turégano, Valdevacas y Guijar y Ventosilla y Tejadilla, y el municipio abulense de Peguerinos. Un sector de cumbres del parque natural forma parte del parque nacional de la Sierra de Guadarrama.
El relieve montañoso, su altitud y variable orientación, producto de la disposición de las unidades montañosas que se entrecruzan y confluyen en el puerto de Navacerrada, elevan la diversidad de las condiciones ecológicas de la sierra norte de Guadarrama, otorgándole diversos ambientes y hábitats, con una rica flora y fauna. El paisaje dominado por la dorsal montañosa y la abundancia de bosques de pino silvestre que tapizan sus laderas, así como por la presencia de robledales, encinares y sabinares en las zonas más bajas, da cobijo a una importante fauna de notable valor, con presencia de especies como el águila imperial ibérica, el buitre negro o la cigüeña negra.
Comprende varios espacios incluidos en la red ecológica europea Natura 2000 (ZEC y ZEPA Sierra Norte de Guadarrama, ZEC Sabinares de Somosierra, ZEC y ZEPA Campo Azálvaro-Pinares de Peguerinos).